# Буртниекский край
Бу́ртниекский край (латыш. Burtnieku novads) — бывшая административно-территориальная единица на севере Латвии, в области Видземе. Край состоял из шести волостей. Краевым центром являлось село Буртниеки.
Граничил с Коценским, Алойским, Мазсалацким, Руйиенским, Валкским, Стренчским, Беверинским краями и городом Валмиера.
Население на 1 января 2010 года составляло 8487 человек. Площадь края — 710,1 км².
Край был образован 1 июля 2009 года из частей упразднённых Валмиерского и Валкского районов.
В 2021 году в результате новой административно-территориальной реформы Буртниекский край был упразднён.

## Национальный состав
Национальный состав населения края по итогам переписи населения Латвии 2011 года распределён таким образом:
| Национальность | Численность, чел. (2011) | %        |
| -------------- | ------------------------ | -------- |
| Латыши         | 6903                     | 83,10 %  |
| Русские        | 902                      | 10,86 %  |
| Белорусы       | 168                      | 2,02 %   |
| Украинцы       | 115                      | 1,38 %   |
| Поляки         | 77                       | 0,93 %   |
| Литовцы        | 46                       | 0,55 %   |
| Другие         | 96                       | 1,16 %   |
| всего          | 8307                     | 100,00 % |

## Территориальное деление
- Буртниекская волость (латыш. Burtnieku pagasts; центр — Буртниеки)
- Валмиерская волость (латыш. Valmieras pagasts; центр — Ванаги)
- Вецатская волость (латыш. Vecates pagasts; центр — Вецате)
- Матишская волость (латыш. Matīšu pagasts; центр — Матиши)
- Ренценская волость (латыш. Rencēnu pagasts; центр — Ренцены)
- Эвельская волость (латыш. Ēveles pagasts; центр — Эвеле)

## Палеогенетика
В останках охотника-собирателя RV 2039 со стоянки Риньюкальнс (Riņņukalns) на реке Салаца, жившего пять тысяч лет назад (5300—5050 л. н.), определена митохондриальная гаплогруппа U5a2b2 и найден старейший штамм возбудителя бубонной чумы грамотрицательной бактерии Yersinia pestis. У этого штамма нет гена, дающего способность передаваться от блох к людям. Видимо, человек заражался непосредственно от грызунов, например, от бобров.